# Camponotus vicinus
Camponotus vicinus é uma espécie de inseto do gênero Camponotus, pertencente à família Formicidae.